# کشتی حمل مواد شیمیایی

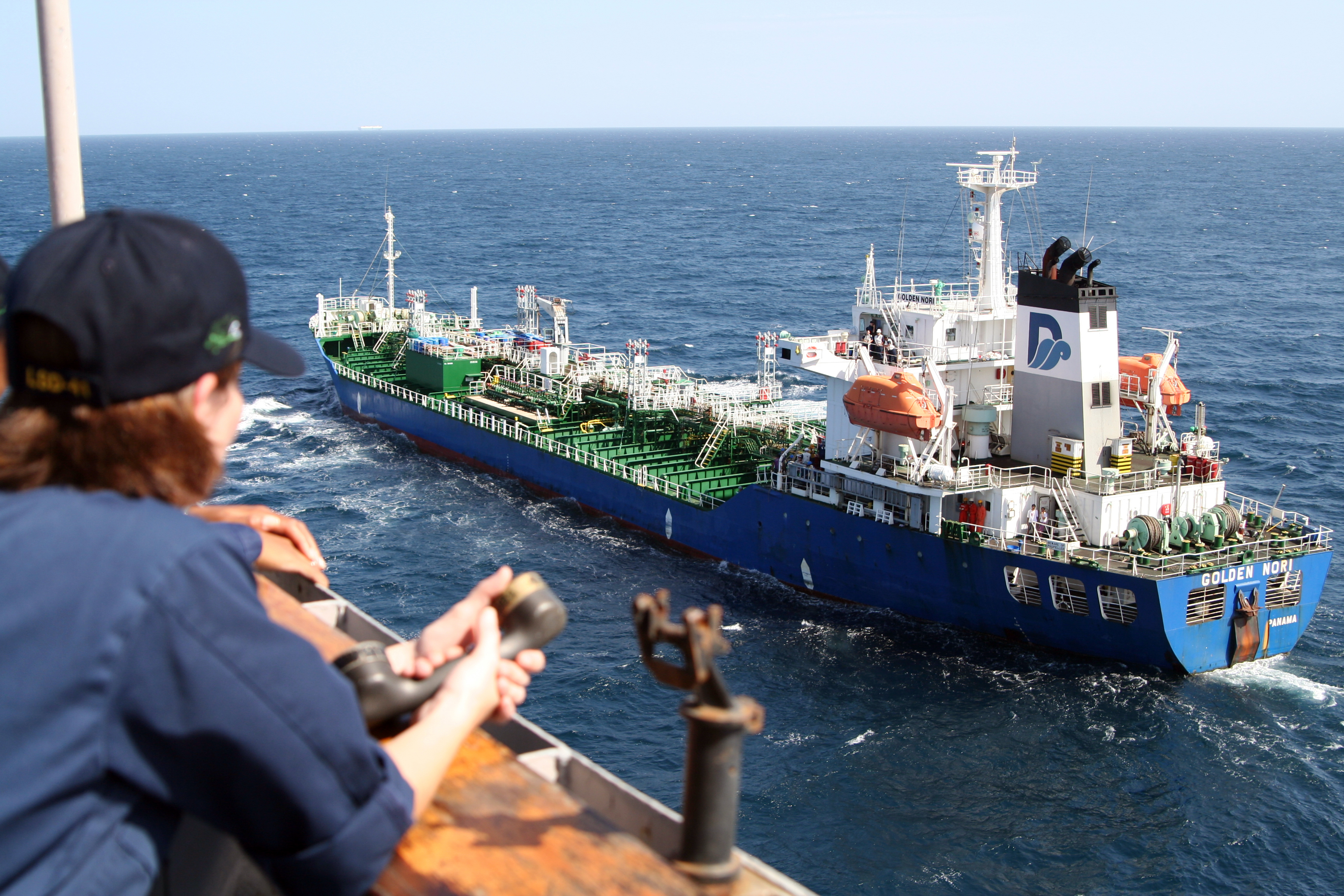
کشتی شیمیایی‌بر MV Golden Nori در دریا

کشتی حمل مواد شیمیایی (به انگلیسی: Chemical tanker) گونه‌ای کشتی تانکر است که برای حمل مواد شیمیایی به صورت فله طراحی شده است. بنابر تعریف ارائه شده در پیوست ۲ کنوانسیون مارپل کشتی حمل مواد شیمیایی به کشتی‌هایی گفته می‌شود که برای حمل فله‌ای مایعات شیمیایی معرفی شده در فصل ۱۷ قانون بین‌المللی مواد شیمیایی به صورت فله ساخته یا تطبیق داده شده باشند.